# Edosa cymopelta
Edosa cymopelta är en fjärilsart som beskrevs av Edward Meyrick 1925. Edosa cymopelta ingår i släktet Edosa och familjen äkta malar. Inga underarter finns listade i Catalogue of Life.